# Passeig Marítim (València)
El passeig Marítim és un passeig urbà situat a la costa de València, concretament a la platja de la Malva-rosa i la platja de les Arenes. Està situat entre el Port de València i el límit del terme d'Alboraia.
El passeig no admet vehicles sinó corre paral·lel amb el carrer de Pàvia i és servit per autobusos i el tramvia. Al punt més septentrional es troba l'inici de la platja de la Patacona (Alboraia), el poliesportiu de la Malva-rosa i la Casa-Museu de Blasco Ibáñez. Davant del passeig i a mig camí trobem l'Hospital de la Malva-rosa o l'Hospital de la Mar. Al final del passeig, fita amb el passeig de Neptú i ací hi ha el Balneari de les Arenes. A tot el llarg, hi ha palmeres, restaurants i monuments, com el d'una barca feta amb raigs d'aigua.
El passeig fita amb els barris del Cabanyal i la Malva-rosa.